# Louise (Teksas)
Louise – jednostka osadnicza w Stanach Zjednoczonych, w stanie Teksas, w hrabstwie Wharton.